# 南阳八景
南阳八景位于河南省南阳市。对于南阳八景的记载，最早见于明嘉靖时期。除南阳八景外，南阳下辖的邓州、新野、桐柏、内乡、方城等地亦有当地的八景。由于人为破坏和自然变迁等因素，古代八景不少已经不存于世了。2004年南阳重新评选出了新的南阳八景(含城区八景和县市十景)。

## 旧八景
明嘉靖南阳府志记载的历史上的八景为：
- 卧龙隐迹：卧龙岗武侯祠，也是新城区八景之一；一直为南阳八景之首。
- 丰山霜钟：丰山，为南阳城区内九座孤山之一。古籍《山海经·中山经》中记载：丰山“有九种焉，是知霜鸣”。由于丰山内部的溶洞有石乳、石柱等，当风吹溶洞便发出轰鸣之声。[1]上世纪丰山由于过度开采石灰导致其几乎消失。
- 钓台烟雨：南阳历史上有不少名人喜欢钓鱼。根据南阳县志记载，钓鱼台位于南阳古城东北十五里，大概在今天的钓鱼台村附近。李白曾留下《游南阳白水登石激作》。现在钓台烟雨美景已无迹可寻。
- 孤峰独秀：独山，为南阳城区内九座孤山之一，也是新城区八景之一。中国四大名玉之一南阳独山玉便来自此山。
- 淯水湍波：新野县白河和湍河交汇处的景象。唐朝诗人刘长卿曾作《淯水湍波》描述此胜景。因长期挖沙和上游修建水坝，淯水湍波现已消失。现在此处建有淯湍湿地公园。
- 潦水寒潭：潦河坡村。相传王莽追杀汉光武帝刘秀至此，危机四伏，情况危急。刘秀对河水高喊让河水涨大。刘秀话音刚落，潦河掀起擎天巨浪把王莽的千军万马卷入河中，死亡大半。王莽撵刘秀传说已被列为河南省非物质文化遗产，潦河也成为古八景之一。
- 丹霞晚照：南召县丹霞寺，是中原八大名寺之一。有1200年的历史。因“每日旦暮，彩霞赫炽，起自山谷，色若渥丹，灿如明霞”故名。[2]
- 奇立孤峰（亦称骑立晴峰）：五朵山，亦称“五垛山”，古称“岐棘山”、“骑立山”，也是新县市十景之一。最高峰被称为金顶，与湖北武当山“南顶”遥相呼应，号称“北顶”。[3]

## 新八景
2004年评选出的新八景为：

### 城区八景
- 卧龙隐迹
- 医圣芳泽
- 灵石汉韵
- 衡星高冢
- 府衙古意
- 孤峰独秀
- 淯水平湖
- 府山晓月

### 县市十景
- 宝天奇曼
- 丹江烟雨
- 淮渎灵湫
- 五朵玄妙
- 伏牛一柱
- 龙潭奇石
- 菊潭古治
- 会馆春秋
- 灌河溅浪
- 七星叠石